# District de Sarrebourg
Le district de Sarrebourg est une ancienne division territoriale française du département de la Meurthe de 1790 à 1795.
Il était composé des cantons de Sarrebourg, Lixheim, Lorquin, Nidreviller, Phalsbourg et Valschied.

## Galerie

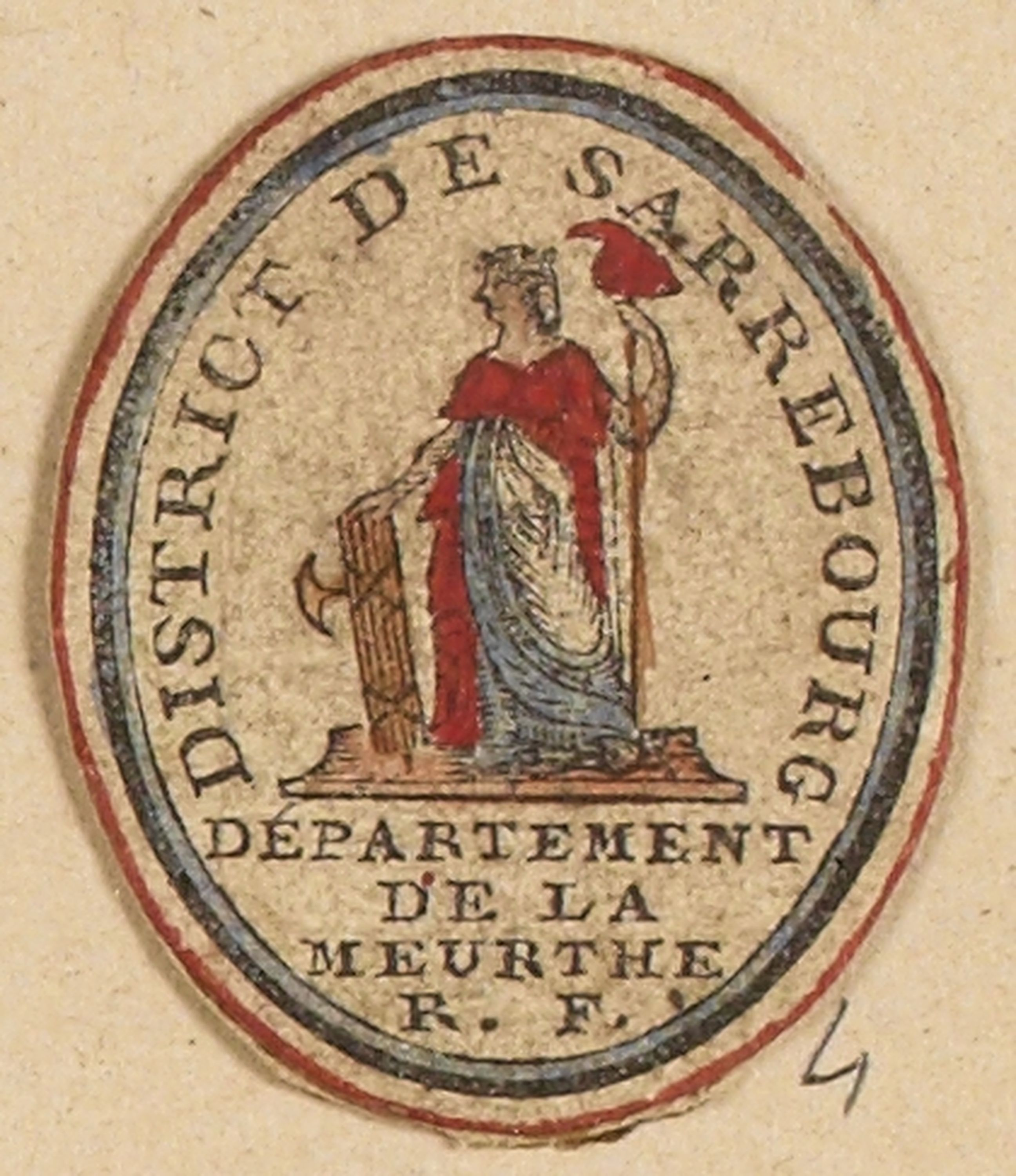